# Robenhausen
Robenhausen est une localité de Wetzikon, une commune suisse du canton de Zurich. La zone humide sur le rivage du lac de Pfäffikon est une zone protégée. Et l'habitat préhistorique sur pilotis qui s'y trouve fait partie des sites du patrimoine mondial définis par l'UNESCO.

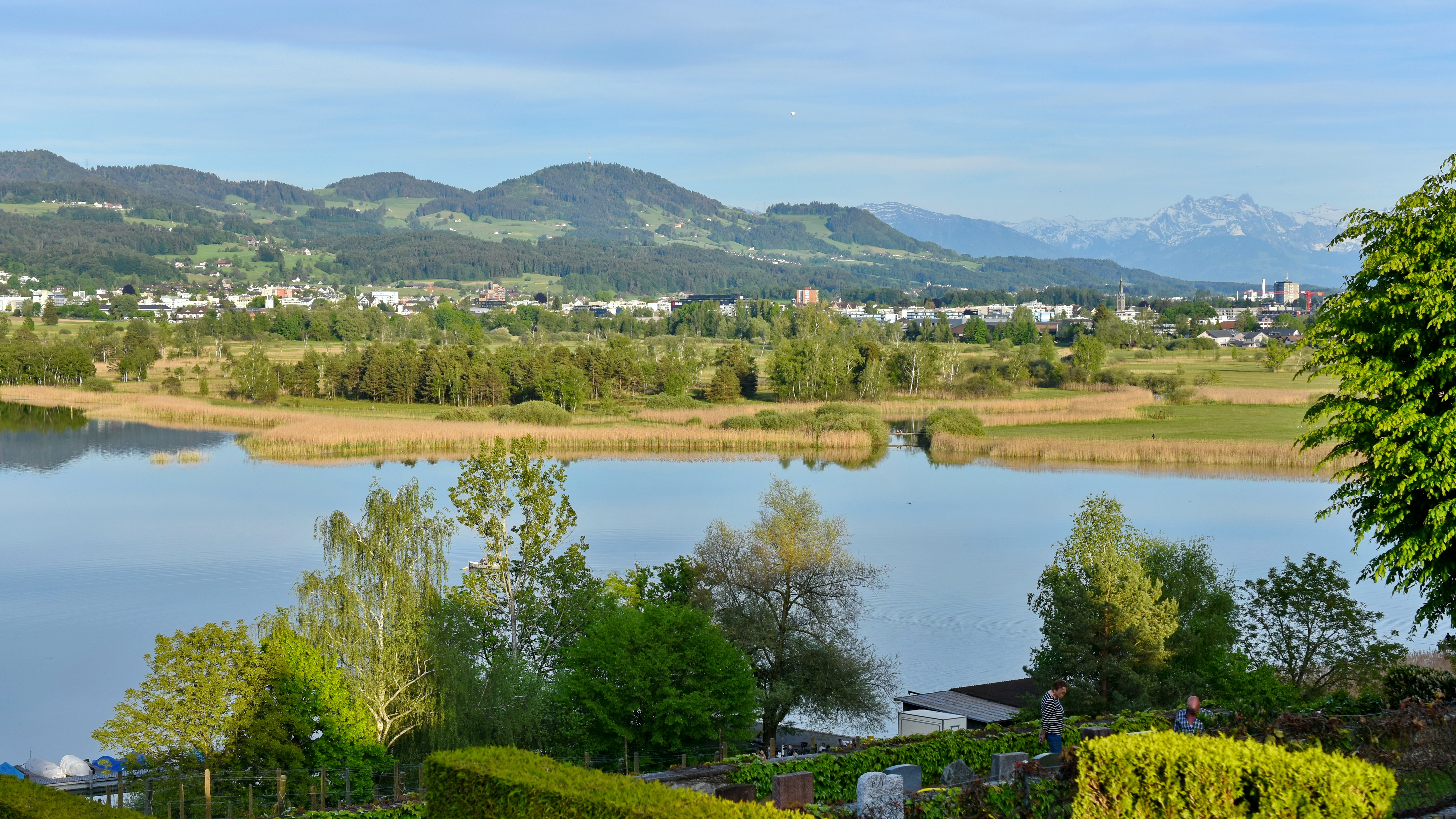
Robenhausen vers Wetzikon, vu du sud

## Géographie
Robenhausen est situé dans le district de Hinwil, dans l'Oberland zurichois, sur la rive sud-est du lac de Pfäffikon.
Le marais entourant le lac de Pfäffikon constitue un paysage de roseaux d'une largeur d'environ 1 km. On en exploita la tourbe du début du 18e siècle jusqu'aux années 1950. Cette zone humide est une réserve naturelle d'importance nationale et est située entre Seegräben, Kempten et Irgenhausen couvrant une superficie d'environ 2 km2.
Le ruisseau Aabach, qui draine la zone humide et le lac, se jette dans le lac de Greifen.

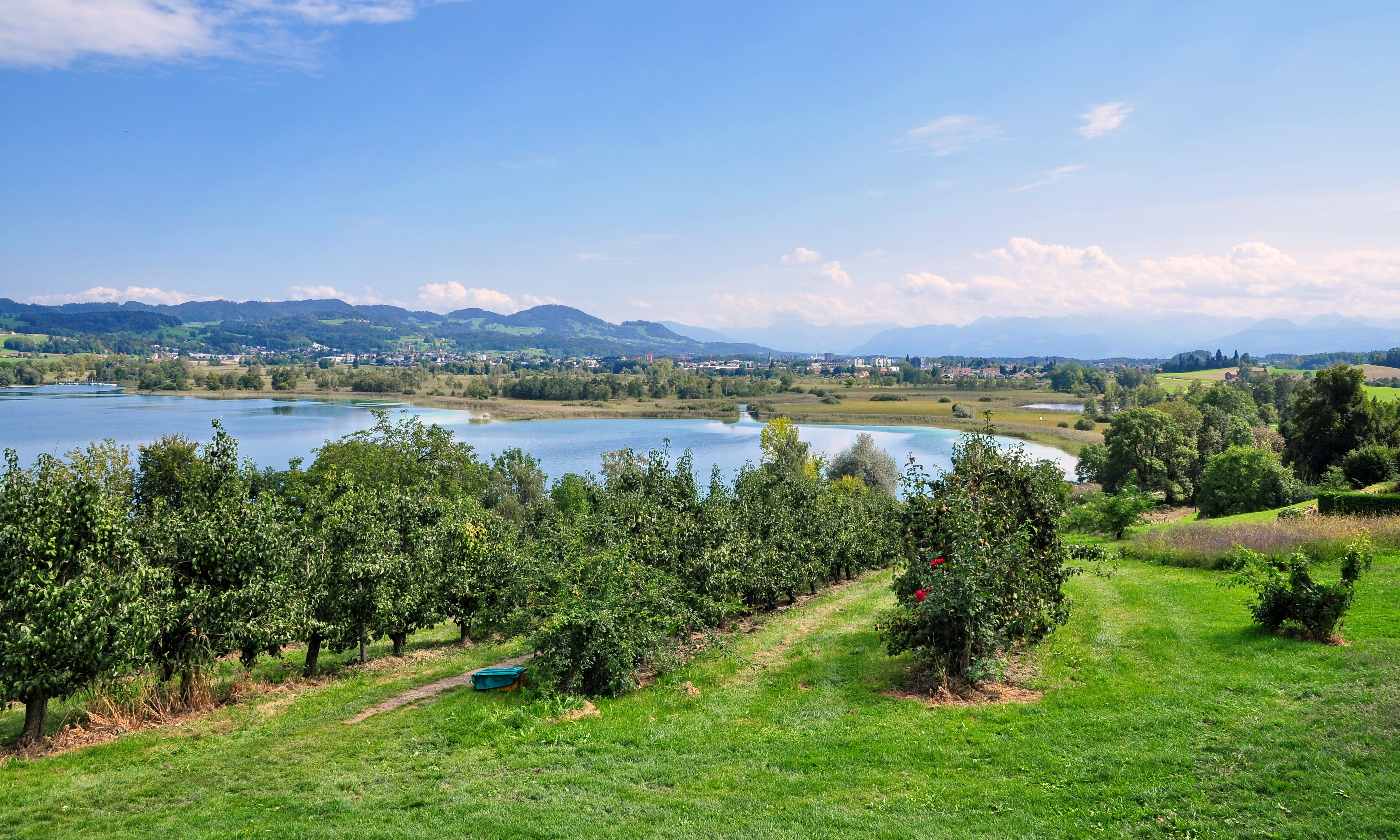
Localisation de Robenhauser
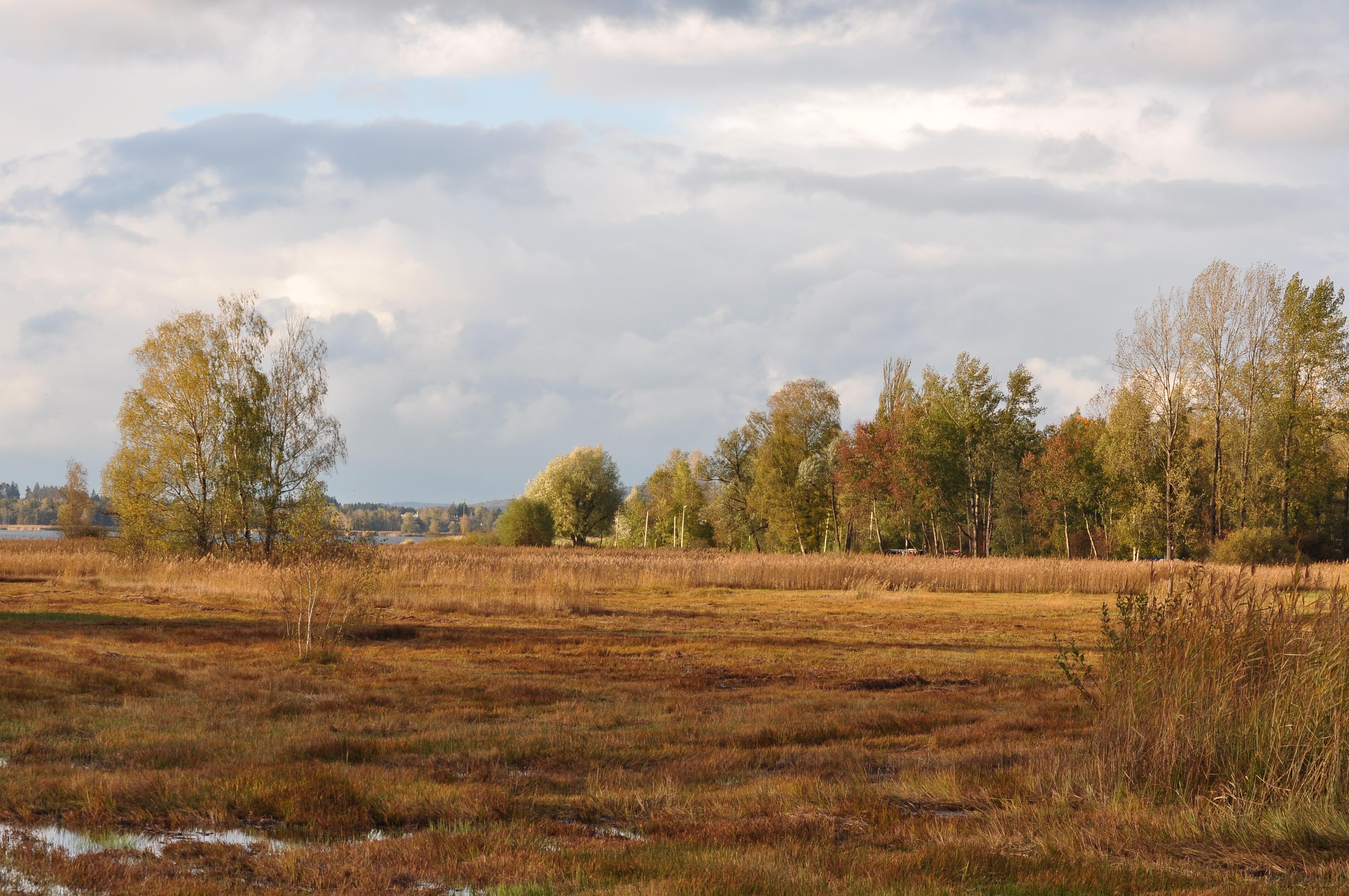
Le marais de Robenhauser
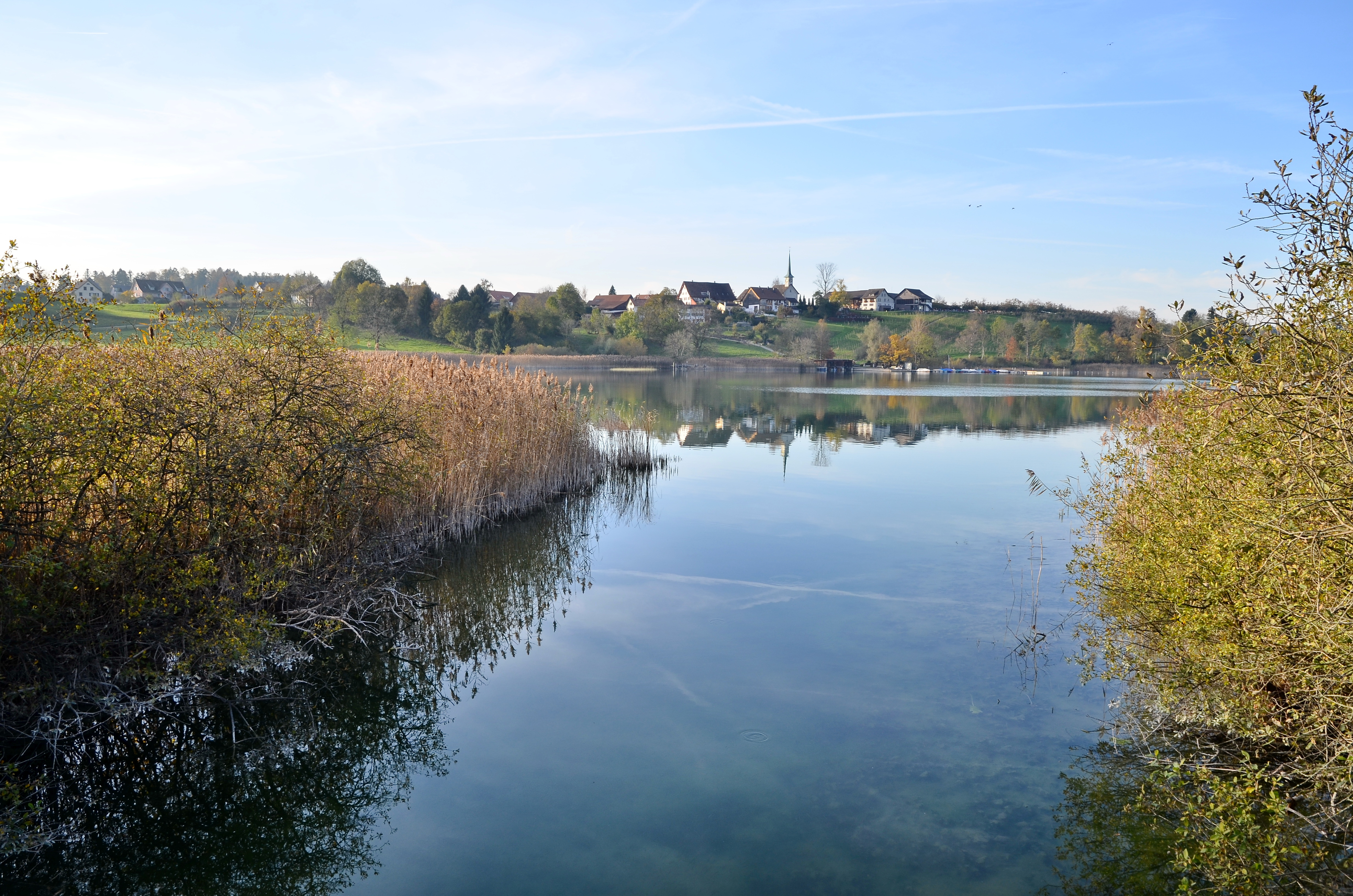
Le ruisseau Aabach
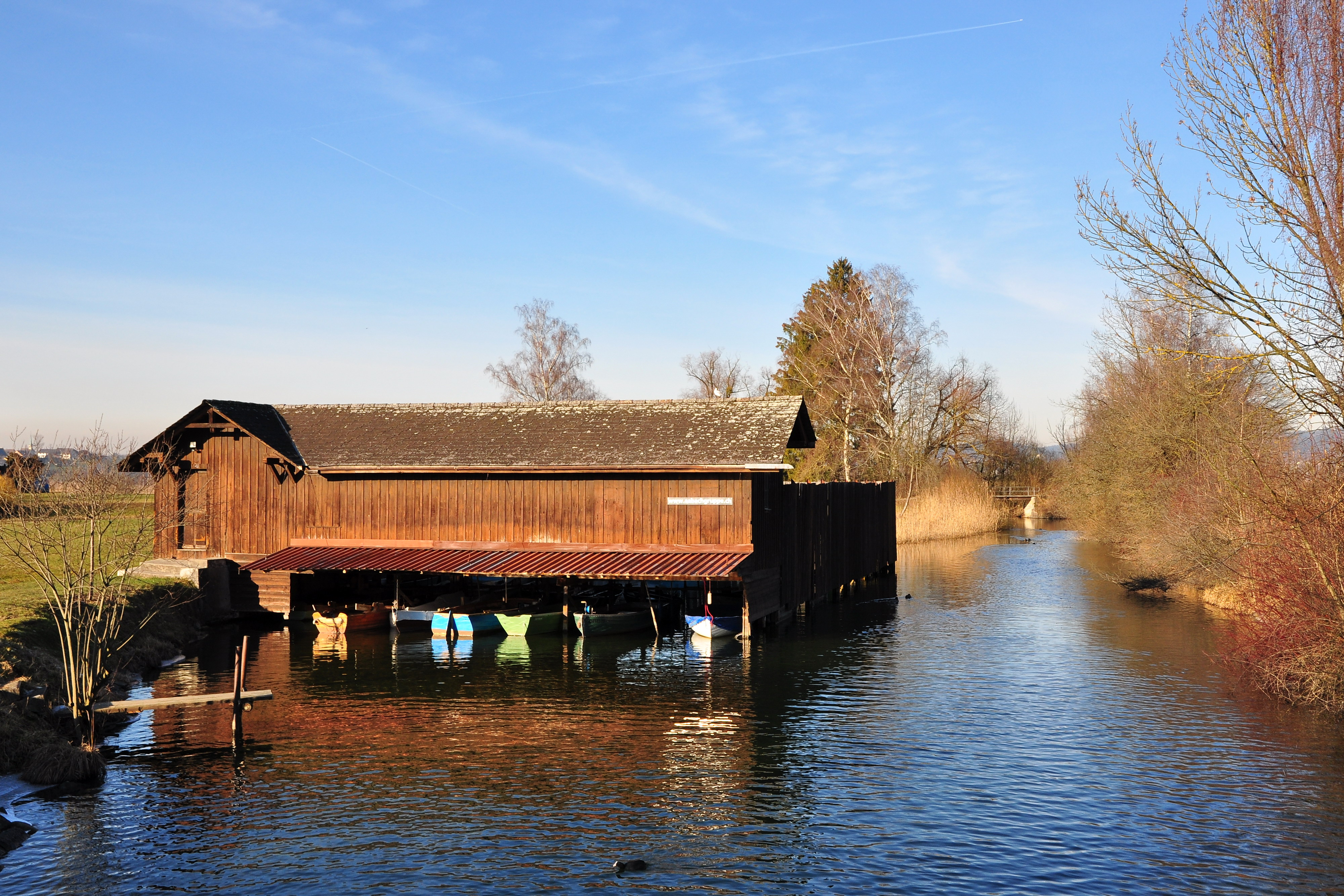
Ancien stand de tir utilisé comme hangar à bateaux
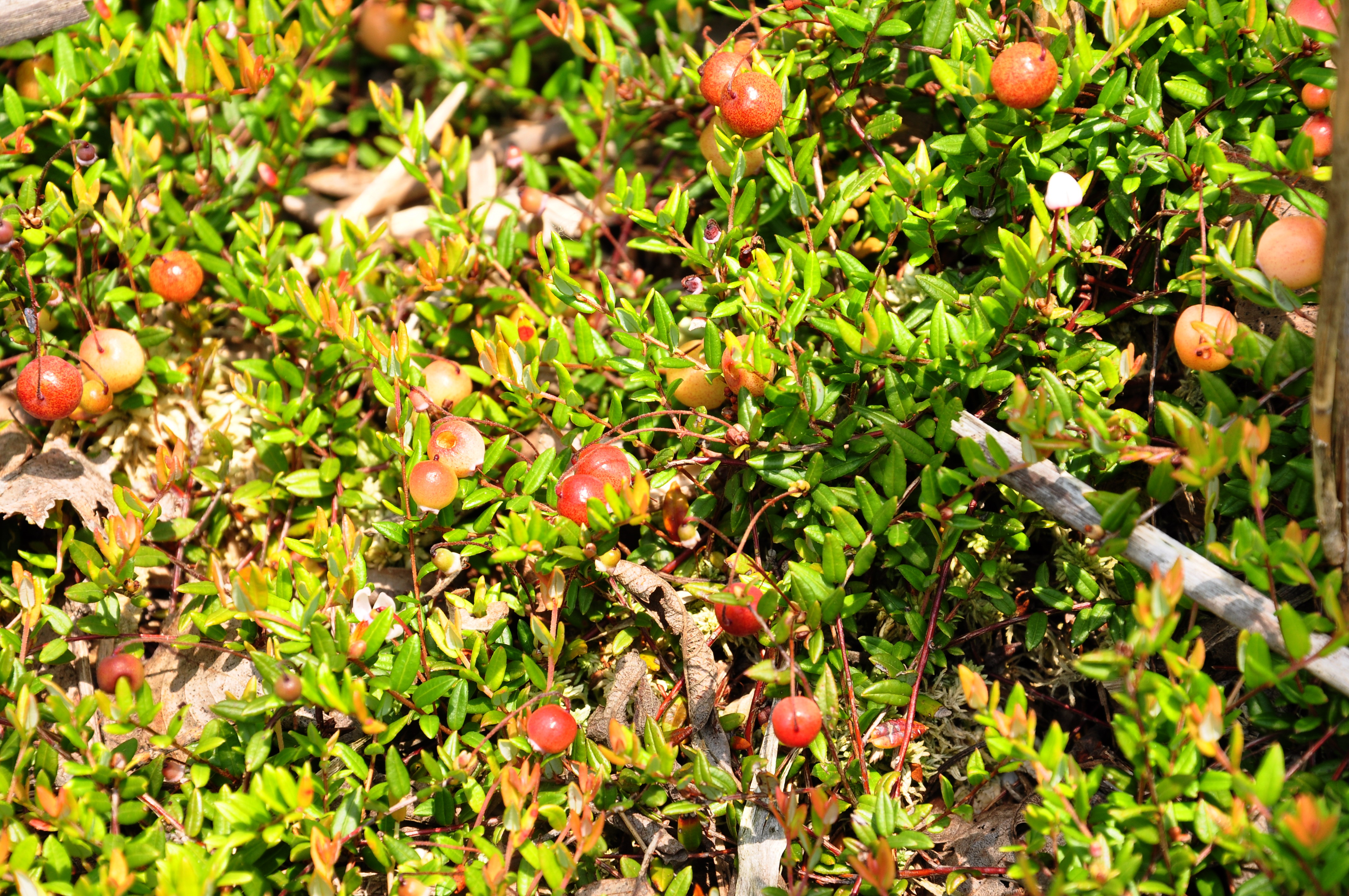
Flore : Vaccinium oxycoccos
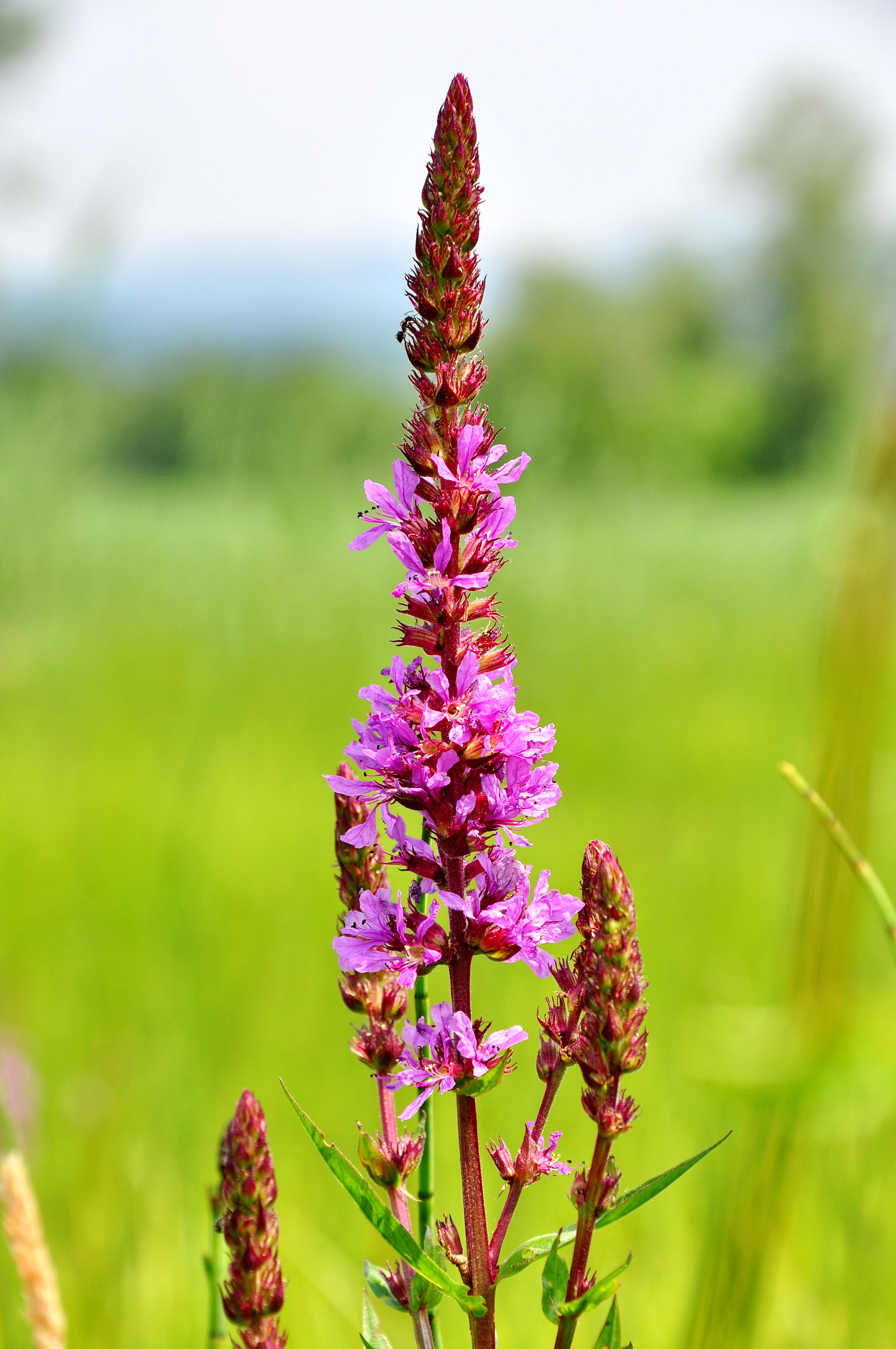
Flore : Lythrum salicaria

En juillet 2013, une superficie de 300 m sur 400 a dû être décontaminée. Ces travaux, d'un montant d'environ 255 000 francs suisses, ont été rendus nécessaires du fait de la pollution des sols causée par un hangar à bateaux, un ancien stand de tir établi en 1873.

## Transport
La ligne de bus du Verkehrsbetriebe Zürichsee und Oberland (VZO) assure le transport vers Wetzikon, la région de l'Oberland et la rive nord-est du lac de Zurich.

## Patrimoine mondial de l'UNESCO

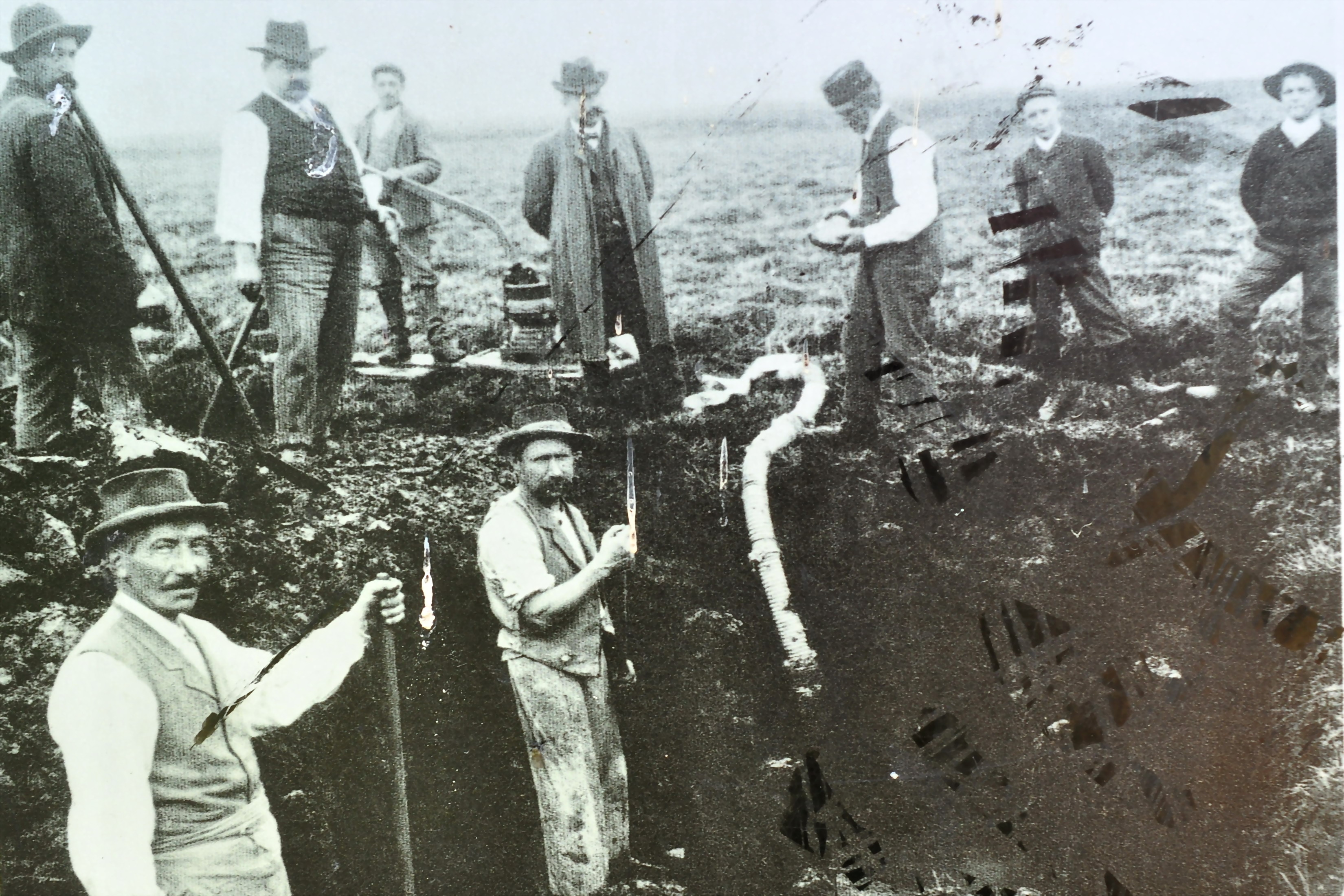
Les fouilles de Jakob Messikommer vers 1900

La zone située à l'extrémité sud du lac de Pfäffikon est habitée depuis plus de 10 000 ans. Des chasseurs cueilleurs mésolithiques y ont construit à divers endroits des bacs de stockage et, au Néolithique, plusieurs petites colonies habitées en permanence près du rivage.

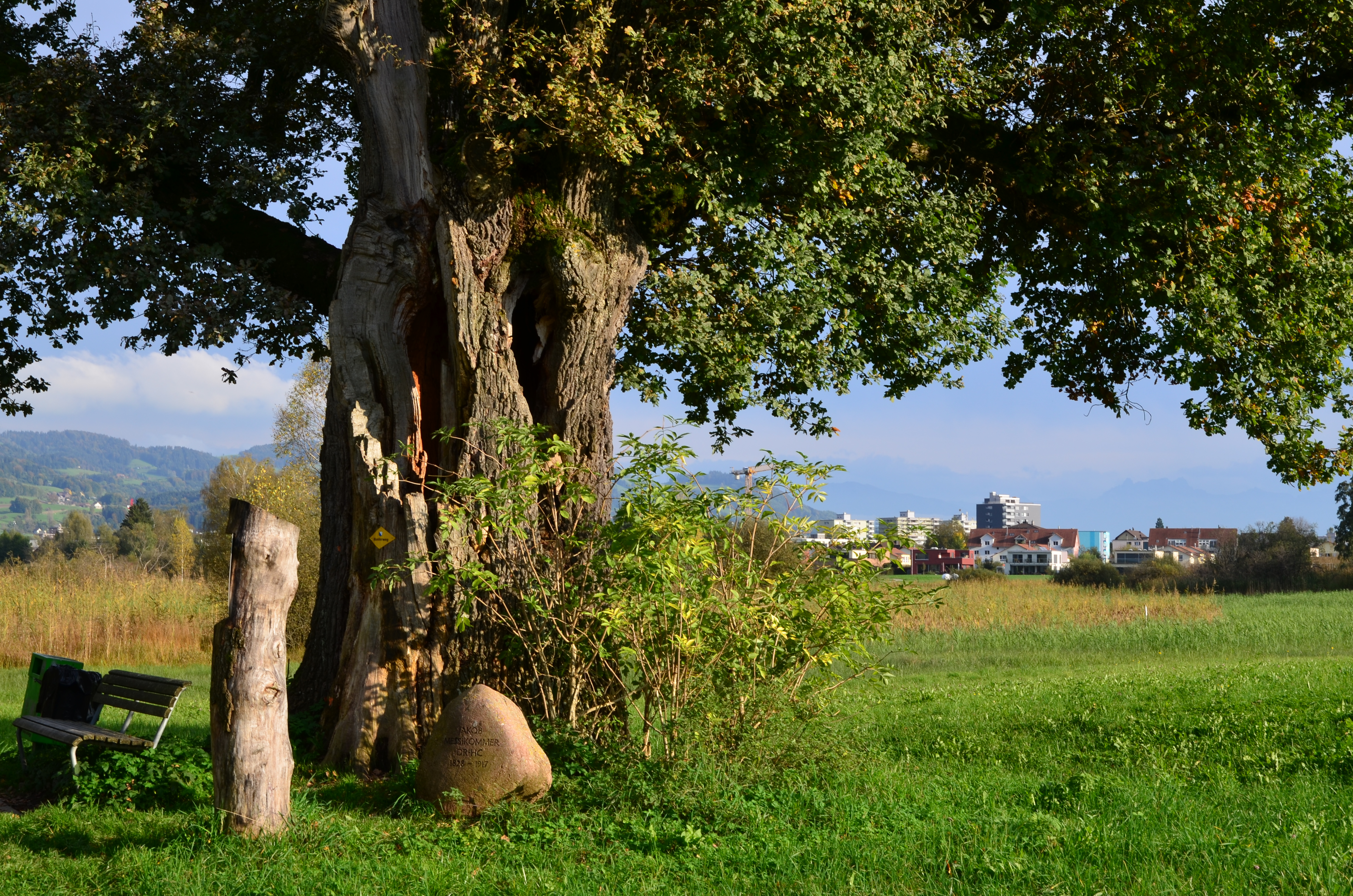
Messikommer Eich

Ces vestiges ont été découverts par Jakob Messikommer entre 1856 et 1858, puis fouillés et étudiés dans les années 1900,. Une pierre commémorative au pied d'un chêne près des roseaux, appelée Messikommer Eich, rappelle ses travaux.
L'importance de cette découverte fit qu'en 1872 le préhistorien Gabriel de Mortillet désignait Robenhausien l'époque correspondante, dans la chronologie de référence qui servit longtemps aux archéologues.